# Park Narodowy Sierra de Andújar
Park Naturalny Sierra de Andújar jest położony w północno-wschodniej części prowincji Jaén. Posiada kształt prawie idealnego trójkąta równobocznego.
Jest znany poza tym z walorów środowiska przyrodniczego, z Sanktuarium Najświętszej Panienki z Cabeza w Cerro del Cabezo; la romería (święto połączone z pielgrzymowaniem) w kwietniu gromadzi tutaj tysiące osób pochodzących z całej Hiszpanii.
Przez park płynie rzeka Jándula.